# 残暑お見舞い申し上げます。
『残暑お見舞い申し上げます。 ～君と過ごしたあの日と今と～』（ざんしょおみまいもうしあげます きみとすごしたあのひといまと）は2008年2月29日にめろめろキュート（株式会社XERO）より発売された18歳未満購入禁止のパソコン用ゲームソフト（アダルトゲーム）。『はちゅかの』『ドラクリウス』に続く、めろめろキュートの第3作。
タイトルが示す通り、夏を舞台とした恋愛アドベンチャーゲームで攻略可能なヒロイン数は6人。予約特典として「ボーカル&サウンドトラックCD」が、また販売店別予約特典としてソフマップとメッセサンオーではそれぞれ特製ドラマCDも付属。主題歌を歌うのは新堂真弓、成瀬未亜、霜月はるか。
シナリオは映画制作を中心とした学園生活を描いた第一部と、ヒロインの誰かと結ばれた後の日常を描く第二部から構成されている。各ヒロイン別のルートに分岐するための選択肢は第一部にのみ存在し、そのうえ各ルートにつき僅か2、3個程度と少ないため、このゲームの攻略はとても易しい。
なお、『残暑お見舞い申し上げます。 ～君と過ごしたあの日と今と～』という正式タイトルが決定する以前、本作は雑誌上などで「ノスタルジック青春群像モノ」という仮題で呼ばれていた。

## あらすじ
緑豊かな自然に囲まれた閑静な田舎の村「あさひな村」に隣接する町「天羽（あもう）市」は5年前から「情報都市政策プロジェクト」と呼ばれる計画により、目覚ましい近代化が進んでいる。天羽市の更なる発展の実現を目的とした水力発電所の建設のため、あさひな村にはダムが設置され、まもなく村全体が水没することとなっていた 。
村にある「あさひな学園」の男子生徒「雨竜菁」はそのころ、生まれ育った故郷を離れ天羽市に移住する準備を進めながらも、学友達と共にのんびりとした学園生活を送っていた。夏休みのある日、学園の清掃作業に駆り出された菁は、倉庫で古ぼけた8ミリ映画撮影用の機材を発見する。
故郷の姿をもう二度と見られなくなることに名残惜しさを感じていた菁は、村での最後の思い出作りのため友人たちと共に学園に泊り込み、夏休み最後の一週間をかけて映画制作に取り組むこととなる 。

## 登場人物
登場人物の苗字は、全て日本のダムの名称から来ている。

### メインキャラクター
雨竜 菁（うりゅう せい）
この物語の主人公。父親は既に天羽に渡り、母親と二人暮らしであるが、その母親も7月末に天羽に行くことになっているため、その後しばらくは一人暮らしをする予定でいる。1年前から村の風景を携帯電話のカメラで撮影し、それをパソコンに保存するという作業をおこなっている。得意な科目は漢文。
一ツ瀬 菘奈（ひとつせ すずな）
声：神村ひな
菁の同級生で幼馴染の少女。明るく元気な性格で、幼い頃からずっと剣道を続けており、その腕前は地区大会で入賞するほどである。両親は共働きで家にいないことが多い。大食いだが自分で料理を作ることは苦手。得意な科目は英語。
鳴子 華菜（なるこ かな）
声：かわしまりの
菁たちより一つ下の下級生。大きな鈴の形をした髪飾りをつけている。菘奈のことはとても慕っている一方、菁に対してはやたら敵意を持ち、噛み付くような態度をとる。小柄な体型で体が弱いらしく、突然倒れてしまうことも多い。携帯電話を持っていない。
温井 柊子（ぬくい しゅうこ）
声：北都南
菁のクラスの委員長。眼鏡をかけていて、とても真面目な性格。成績優秀でリーダーシップがあり、料理などの家事も得意。両親は2年前から天羽市で暮らしている。将来の夢はお嫁さんになること。
矢木沢 壬生（やぎさわ みお）
声：新堂真弓
菁のクラスメイトの少女。清楚でおしとやかな性格の美少女で、IT化の進む天羽市のイメージガールとして芸能活動をしている。そのため仕事が忙しく学園にはあまり来られない。得意な科目は数学。
温井 梗子（ぬくい きょうこ）
声：成瀬未亜
菁のクラスの担任教師。主に理系の科目を担当している。柊子の実の姉でもあるが、外見も性格も子供っぽく、自分のことを「きょうこ」と言ったり、連絡事項などの面倒事は何でも妹に押し付けようとするなど、およそ教員とは思えない人物。好物はスナック菓子とコーラ。
大瀬内 アリサ（おおせうち ありさ）
声：一色ヒカル
あさひな学園との統合が予定されているお嬢様学校「聖台（ひじりだい）女学園」の理事長の娘にして学園会長（生徒会長）。あさひな学園の視察のため、菁たちの村までやってくる。生活態度に厳しく、菁たちを叱り付けることが多い。菘奈とは幼馴染同士である。

### サブキャラクター
黒部 茜（くろべ あかね）
声：いちごみるく
菁のクラスメイトである男子生徒。無神経でちゃらんぽらんとした性格。プライドの高いお嬢様であるアリサに対し、異常な憧れを持つ。
清願寺 陽春（せいがんじ かげはる）
声：小次狼
茜と同じく菁のクラスメイト。実家は寺であり、頭髪は全て剃っている。温厚な性格で成績も優秀。一年前に天羽に引っ越した「苫田（とまだ）」という一歳年下の彼女がいる。機械類の扱いにも興味があり、映画制作の提案者でもある。
宮ヶ瀬 浩平（みやがせ こうへい）
声：永倉仁八
学園の男子生徒。開発により実家を失い、家族が村を去った後も一人で残り、キャンプ生活をしつつダム建設に反対している。
カッパのカトリーヌ
声：理多
あさひな村に暮らす河童で華菜のしもべ。河童なのになぜか川ではなく山に住んでいる。関西弁を話し、料理が得意。

## 制作スタッフ
- 原画、キャラクターデザイン：榊MAKI [1]、瑠奈璃亜 [1]
- シナリオ：のがみとしあき [1]、藤崎竜太 [1]
- プロデューサー：MOKA